# Holma bispicata
Holma bispicata is een spinnensoort in de taxonomische indeling van de hangmatspinnen (Linyphiidae).
Het dier behoort tot het geslacht Holma. De wetenschappelijke naam van de soort werd voor het eerst geldig gepubliceerd in 1974 door George Hazelwood Locket.